# Nuevo Tiempo (partido político)
Nuevo Tiempo (NT) fue un partido político chileno de extrema derecha de tendencia evangélica y ultraconservadora, inscrito oficialmente en el Servicio Electoral (Servel) el 10 de julio de 2019. Estuvo presente en las regiones de Arica y Parinacota, Tarapacá y Antofagasta. En febrero de 2022 fue disuelto al no alcanzar la cantidad de votos necesaria para mantener su legalidad, aunque en ese mismo año iniciaron el proceso legal para la reinscripción del partido, en noviembre reapareció como un partido "en trámite" en el Servel.

## Historia
La colectividad fue presentada como el «primer partido político evangélico» del país y su proceso de legalización comenzó el 21 de marzo de 2016 en Antofagasta. Su constitución fue entregada durante ese mismo año, pero el Servel rechazó sus firmas en enero de 2017. Al año siguiente retomó sus intentos de inscripción.
Durante su formación sumó como militante a Dinka López, concejala de Calama, quien fue elegida en el cargo siendo militante del Partido Regionalista Independiente (PRI). En las elecciones parlamentarias de 2017 el partido llevó como candidato independiente a Freddy Araneda por el distrito 2 (Tarapacá) donde recibió el respaldo de la plataforma "Por un Chile para Cristo", que fue liderada por Eduardo Durán Salinas y Francesca Muñoz.
En su declaración de principios Nuevo Tiempo estableció propuestas inspiradas en fundamentos bíblicos. Se declararon contrarios al aborto y al matrimonio entre personas del mismo sexo.

## Directiva
La directiva central del partido estuvo integrada por:
- Presidente: Juan Paulo Basterrechea Madrid
- Secretario general:
- Tesorera: Madeline Julie Alejandra Leiva Jaque
- Primer Vicepresidente: Sateesh Pradip Bhatia

## Resultados electorales

### Elecciones parlamentarias
| Elección | Diputados | Diputados       | Diputados | Senadores    | Senadores    | Senadores    |
| Elección | Votos     | % de votos      | Escaños   | Votos        | % de votos   | Escaños      |
| -------- | --------- | --------------- | --------- | ------------ | ------------ | ------------ |
| 2021     | 4420      | \| \| 0,07 % \| | 0/155     | No participó | No participó | No participó |
|          | 0,07 %    |                 |           |              |              |              |

### Elecciones municipales
|  | 0,04 % |

|  | 0,06 % |

### Elecciones de consejeros regionales
| Elección | Votos  | % de votos      | Escaños |
| -------- | ------ | --------------- | ------- |
| 2021     | 1160   | \| \| 0,02 % \| | 0/302   |
|          | 0,02 % |                 |         |